# Tobias Nässén
Tobias Nässén, född 8 oktober 1972, är en svensk moderat politiker. Han är sedan 2018 vård- och valfrihetsregionråd i Region Stockholm. . Han är också föredragande för patientnämnden.
Innan sitt nuvarande landstingsuppdrag har Nässén suttit som kommunalråd i Nacka kommun, ordförande i utbildningsnämnden samt som 1:a vice ordförande i kulturnämnden. Han har tidigare även arbetat på Moderaternas kansli i riksdagen och i Europaparlamentet.